# Pont ferroviaire Saint-Laurent
Le pont ferroviaire Saint-Laurent est un pont du Canadien Pacifique (CP) traversant le fleuve Saint-Laurent entre LaSalle et la réserve de Kahnawake, au Québec. Situé en amont du pont Honoré-Mercier il est emprunté par les trains de banlieue de la ligne Candiac et par les trains de fret du CP et de CSX Tranportation.

## Histoire
Depuis 1860 les trains pouvaient franchir le fleuve Saint-Laurent en empruntant le pont Victoria du Grand Tronc. En 1879, George Stephen, président de la naissante Canadian Pacific Railway fonde l'Atlantic & Northwest Railway (A&NWR) dans le but d'ériger un pont concurrent à travers le fleuve.

### Ancien pont (1887)
Le projet est formellement lancé en 1881 avec la désignation d'un ingénieur en chef, P. Alex Peterson, chargé de déterminer le meilleur tracé. Trois lieux de traversée sont envisagés, soit au niveau de l'île des Sœurs, de l'île aux Hérons et de la réserve mohawk de Caughnagawa. Pour des raisons économiques la dernière option sera retenue car elle offre la traversée la plus courte et l'accès le plus aisé vers Montréal et vers les ports de l'Atlantique. Peterson propose un pont formé de dix travées de 300 pieds (91,4 mètres) et une de 330 pi (100 m), plus haute pour offrir un tirant d'air suffisant au dessus du fleuve. Ces longues travées permettraient en outre de limiter le nombre de piles qui pourraient autrement bloquer les glaces et entraver la drave. En 1882 le projet est approuvé par Ottawa et légèrement modifié l'année suivante.

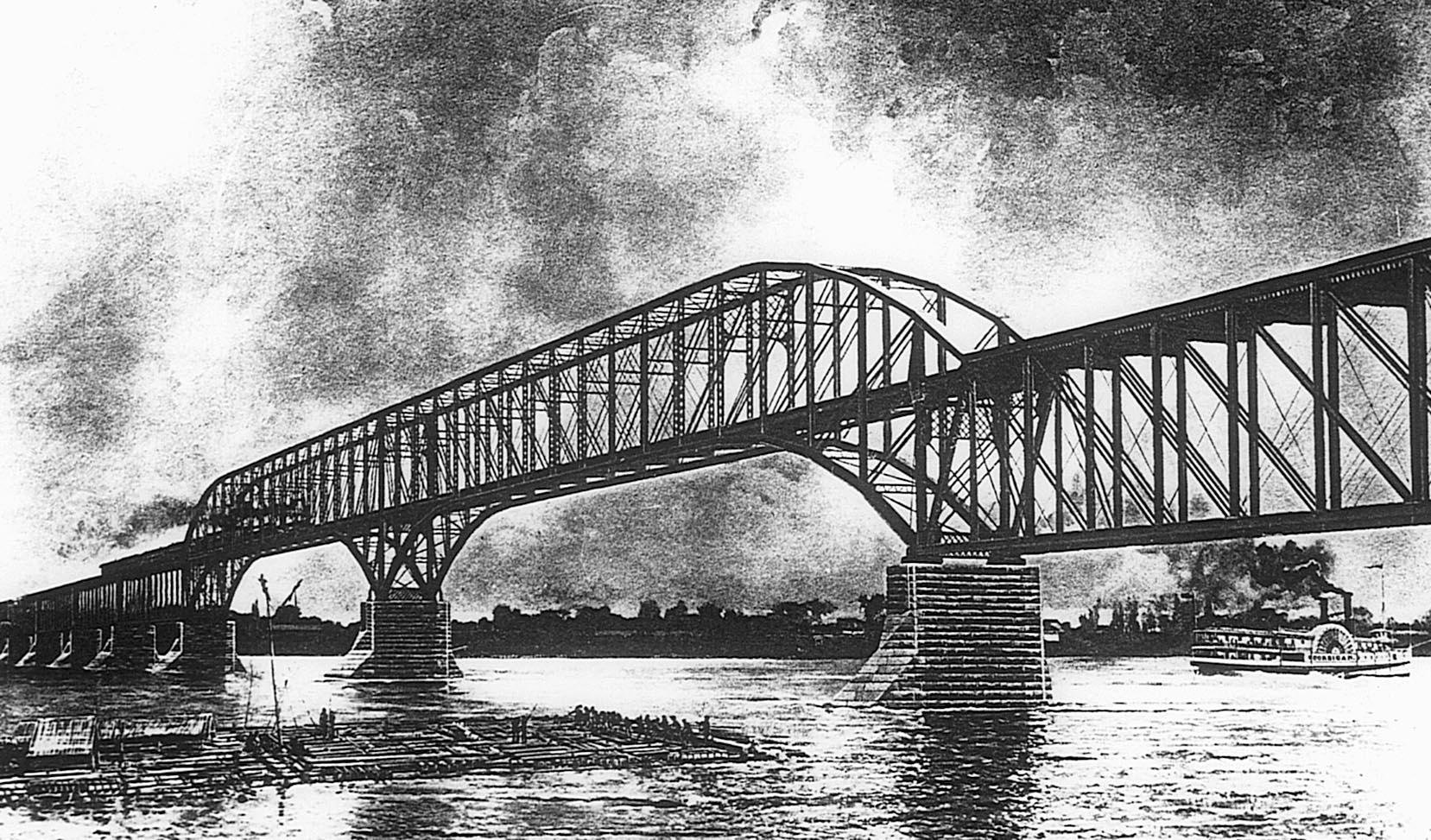
Le pont de 1885.

En 1884 l'ingénieur américain Charles Shaler Smith, embauché comme consultant, propose une version remaniée des plans à laquelle Peterson n'adhère pas totalement. La collaboration des ingénieurs produit le design final : des travées de 242 pi (73,8 m) et un tablier avec une section centrale formée d'un treillis continu de quatre travées, surélevée et aux bords arrondis pour en améliorer l'esthétique. En novembre 1885 la Dominion Bridge Company remporte l'appel d'offre et les travaux commencent dès le mois de mars de l'année suivante.
Le pont de 1885, construit en acier doux, possédait à son ouverture le plus long treillis continu au monde (1 356 pi; 413,3 m). Ses treize piles, achevées en octobre 1886, sont faites de blocs de pierre reposant sur des semelles formés de caissons remplis de béton. La première section du pont est formée de trois travées armées de 80 pi (24,5 m) chacune, la seconde de huit travées de 120 pi (36,6 m), la troisième d'un treillis continu cantilever de quatre travées dont deux centrales formant une arche.
26 ans après le pont Victoria, un nouveau lien ferroviaire relie Montréal et sa Rive-Sud. Symbole des progrès technologiques accomplis, cette structure innovatrice pour le XIXe siècle aura été deux fois plus rapide et néanmoins trois fois moins coûteuse à construire que son aïeul.

### Pont actuel (1913)

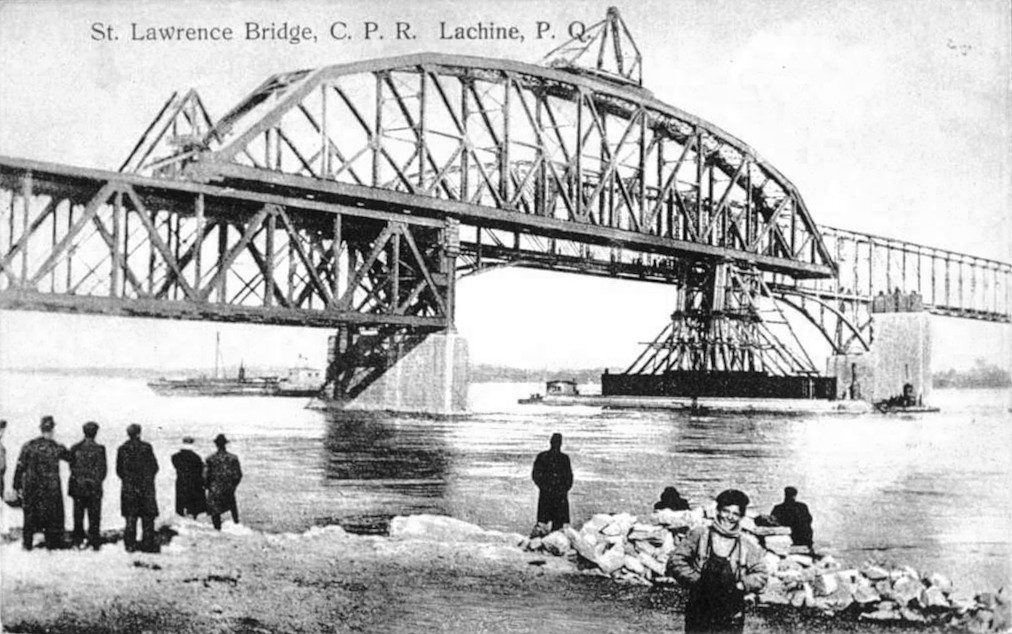
Avancée du nouveau tablier à côté de l'ancien, vers 1913.

En 1910, le trafic ferroviaire ainsi que la masse des locomotives plus importants rendent nécessaire un renforcement du pont et l'ajout d'une seconde voie. Les ingénieurs du CP décident de reconstruire le pont existant en commençant par lui adjoindre une voie en aval pour maintenir le passage ouvert durant les travaux. Des piles supplémentaire sont prévues pour pouvoir réduire la masse et donc le coût du nouveau tablier. La Dominion Bridge Company assure de nouveau les travaux. 
En novembre 1911 les piles existantes sont doublées en largeur et de nouvelles sont élevées. Le nouveau tablier est avancé sur la partie élargie des piles puis les travées centrales sont glissées sur celles déjà en place et sur une barge placée entre les piles. La nouvelle superstructure est complétée le 30 juillet 1913 et le pont reconstruit entre en service le 14 novembre de la même année.
|                           | Ancien pont | Pont actuel |
| ------------------------- | ----------- | ----------- |
| Nombre de piles           | 13          | 19          |
| Type de treillis          | Pratt (N)   | Warren (V)  |
| Masse de métal (t)        | 4 350       | 14 231      |
| Volume de maçonnerie (m³) | 9 480       | 19 650      |

#### Modifications

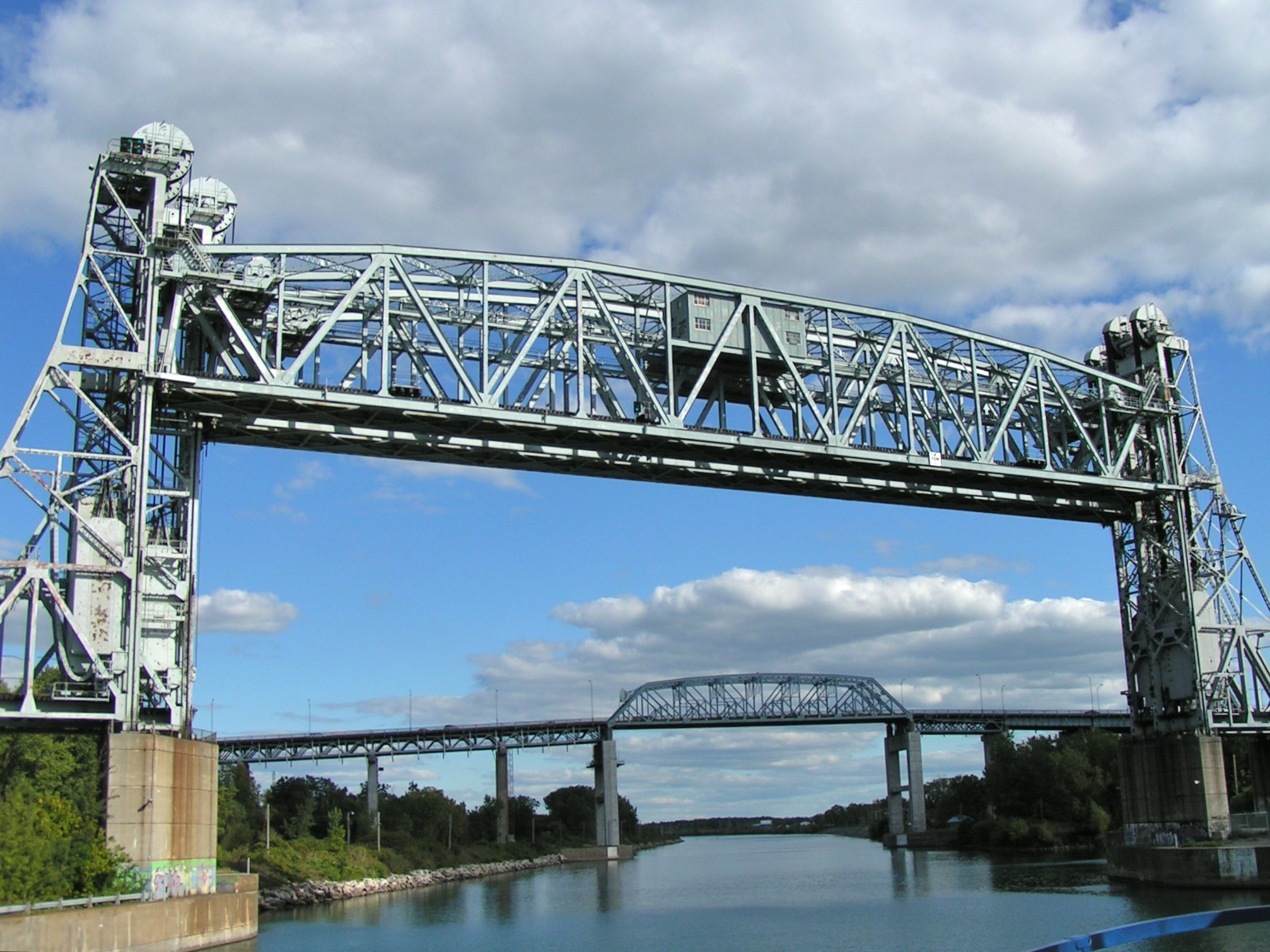
Pont levant sur la voie maritime.

L'ouverture de la voie maritime du Saint-Laurent en 1959 a nécessité l'ajout de deux ponts levants en remplacement des travées fixes la traversant. Cette section possède des treuils ascenseurs capables d'en lever les tabliers en 75 secondes à 24 mètres au dessus du niveau initial, soit au tirant d'air requis de 35,5 m au dessus du canal.

## Caractéristiques

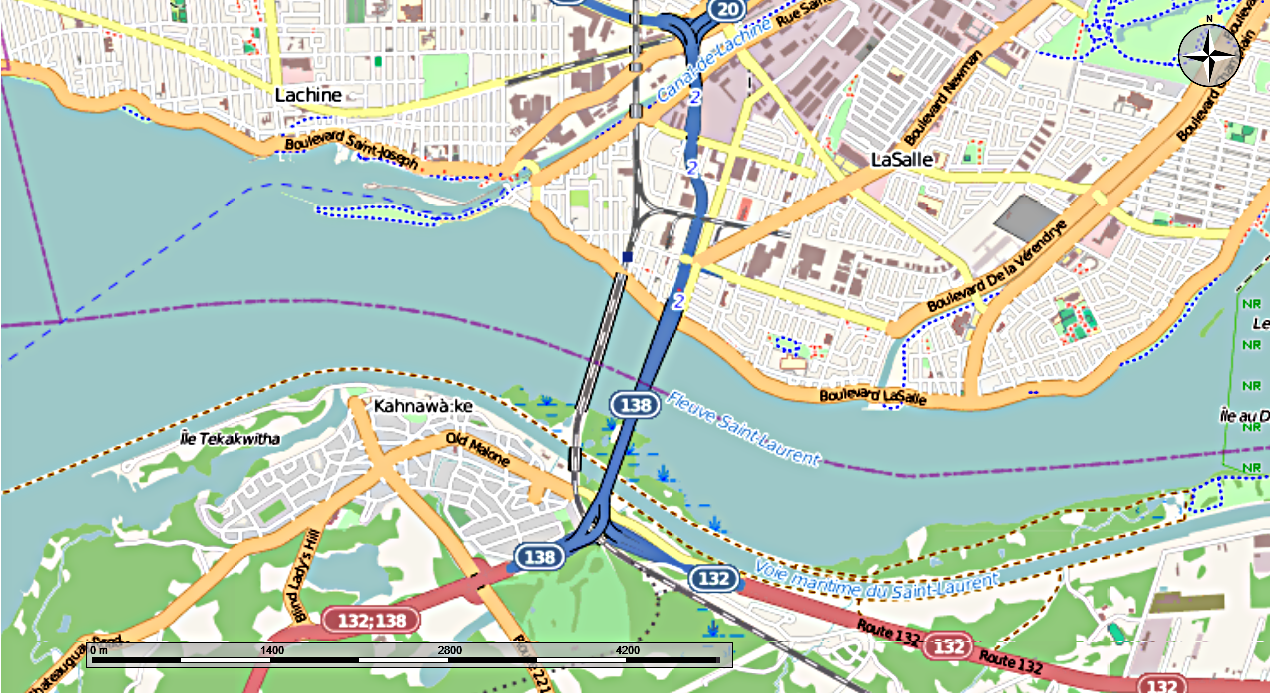
Emplacement.

Le tablier du pont se compose de trois sections. Trois travées de 80 pieds chacune, neuf de 120 pi au dessus des hauts-fonds, dont une du côté sud, six de 240 pi (73,1 m) dont une du côté sud et deux centrales de 408 pi (146,3 m). Le tout supporté par 19 piles en maçonnerie.

### Protection contre les déraillements
Le pont est muni de protections en cas de déraillement :
- Faible espacement des traverses (4 pouces; 10 cm) afin que les roues déraillées puissent rouler sur le pont.
- Guard rails (en) entre les rails.
- Arche métallique de la partie centrale.